# Tambja blacki
Tambja blacki is een slakkensoort uit de familie van de Polyceridae. De wetenschappelijke naam van de soort is voor het eerst geldig gepubliceerd in 2006 door Pola, Cervera & Gosliner.